# Stanwellia hollowayi
Stanwellia hollowayi is een spinnensoort in de taxonomische indeling van de bruine klapdeurspinnen (Nemesiidae).
Stanwellia hollowayi werd in 1968 beschreven door Forster.